# Карловка (Ленинградская область)
Ка́рловка — деревня в Назиевском городском поселении Кировского района Ленинградской области.

## История
На карте Санкт-Петербургской губернии Ф. Ф. Шуберта 1834 года обозначена деревня Карловка.

КАРЛОВКА — деревня принадлежит княгине Мещерской, число жителей по ревизии: 23 м. п., 22 ж. п. (1838 год)

Деревня Карловка отмечена на карте профессора С. С. Куторги 1852 года.

КАРЛОВКА — деревня госпожи Сафроновой, по почтовому тракту и просёлочной дороге, число дворов — 7, число душ — 30 м. п. (1856 год)

Число жителей деревни по X-ой ревизии 1857 года: 32 м. п., 25 ж. п.

КАРЛОВКА — деревня владельческая при колодцах, число дворов — 7, число жителей: 32 м. п., 35 ж. п. (1862 год)

Согласно подворной переписи 1882 года в деревне проживали 17 семей, число жителей: 40 м. п., 40 ж. п.; разряд крестьян — собственники земли.
В конце XIX — начале XX века деревня административно относилась к Путиловской волости 1-го стана Шлиссельбургского уезда Санкт-Петербургской губернии.
Согласно данным переписи населения СССР 1926 года в деревне Карловка Сассорского сельсовета Путиловской волости Ленинградского уезда проживал 71 человек — все русские.
По данным 1933 года деревня Карловка входила в состав Сассарского сельсовета Мгинского района.

Деревня Карловка на карте 1940 года

Согласно топографической карте РККА 1940 года деревня насчитывала 15 дворов.
По данным 1966 и 1973 годов деревня Карловка находилась в подчинении Назиевского поссовета Волховского района.
По данным 1990 года деревня Карловка входила в состав Назиевского поссовета Кировского района.
В 1997 году в деревне Карловка Назиевского поссовета проживали 11 человек, в 2002 году — 37 человек (русские — 92 %).
В 2007 году в деревне Карловка Назиевского ГП — 16.

## География
Деревня расположена в северо-восточной части района на автодороге 41К-538 (Назия — Карловка), к западу и смежно с центром поселения, посёлком Назия.
Расстояние до административного центра поселения — 3 км.
К северу от деревни проходит железнодорожная линия Мга — Волховстрой I.
К востоку от деревни протекает река Ковра.

## Демография
| 1862 | 2007 | 2010 | 2017 |
| ---- | ---- | ---- | ---- |
| 67   | ↘16  | →16  | ↗19  |

## Улицы
Ленинградская, Летняя, Малиновая, Преображенская, Яблоневая.